# Houston and Texas Central Railway
Le Houston and Texas Central Railway (H&TC), était un ancien chemin de fer nord-américain de classe I en activité dans le Texas.

## Historique

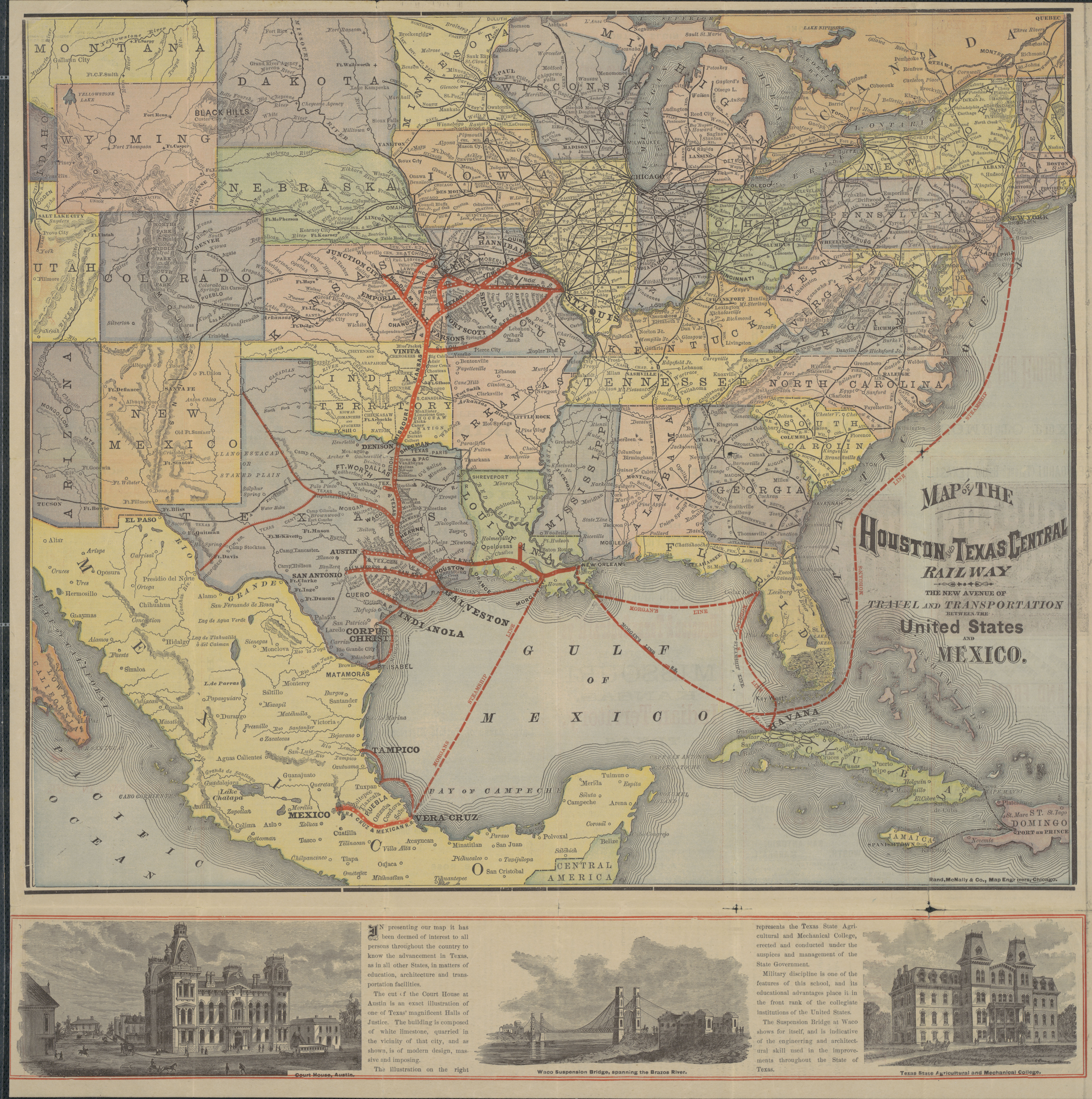
Carte de Houston and Texas Central Railway, 1880

Ebenezer Allen, un habitant de Galveston, Texas, obtint le droit de fonder une compagnie de chemin de fer le 11 mars 1848. Après une série de réunions qui eurent lieu à Chappell Hill et Houston, Ie Galveston and Red River Railway (G&RR) fut enfin créé en 1852.
La construction débuta le 1er janvier 1853, lorsque les financiers Paul Bremond et Thomas William House donnèrent le premier coup de pioche à Houston. La voie à écartement large (1,676 m ou 5 pieds 6 pouces), typique des pays sudistes, ne fut posée qu'au début de l'année 1856. Le 26 juillet 1856, la ligne mesurant 40 km atteignait la localité de Cypress, Texas. Le G&RR fut rebaptisé 'Houston & Texas Central Railway (H&TC) le 1er septembre 1856. La ligne d'une longueur de 130 km arriva à Millican, Texas le 22 avril 1861. À cause de la guerre civile américaine, la construction de la ligne fut interrompue. Une fois la guerre achevée, les travaux reprirent en 1867.
En 1867, le H&TC prit le contrôle du Washington County Railroad (1856-1868). Ce dernier reliait Hempstead, Texas à Brenham, Texas depuis avril 1861, grâce à une ligne de 40 km avec l'écartement large (5 pied 6 pouces) propre aux états du sud. Le H&TC prolongea la ligne du Washington County Railroad jusqu'à Austin. L'extension s'acheva le 25 décembre (jour de Noël) 1871.
Les travaux sur la ligne principale au nord d'Hempstead se poursuivaient. Corsicana fut reliée en 1871, et Dallas en 1872. L'année suivante, le H&TC arrivait à Red River City, ville frontière avec le Territoire Indien (futur Oklahoma), et où il se connectait avec le Missouri-Kansas-Texas Railroad. Cela constituait une longue route ferroviaire reliant le Texas à l'est des États-Unis via St. Louis, Missouri.
Au début des années 1880, Collis P. Huntington racheta pour le compte du Southern Pacific Railroad de nombreuses compagnies du Texas, dont le Texas and New Orleans Railroad T&NO.
Le 1er mars 1927, le SP décida par mesure de simplification que sa filiale Texas and New Orleans Railroad loueraient les filiales suivantes :
- Galveston, Harrisburg and San Antonio Railroad ;
- Houston & Texas Central Railroad ;
- Houston East and West Texas Railway ;
- San Antonio and Aransas Pass Railway ;
- Southern Pacific Terminal Company

Le 30 juin 1934, le T&NO fusionna les compagnies qu'il louait à l'exception de la Southern Pacific Terminal Company.